# Roy Welensky
Sir Raphael "Roy" Welensky, KCMG (ur. 20 stycznia 1907, 5 grudnia 1991) – rodezyjski polityk, wicepremier a później premier Federacji Rodezji i Niasy.

## Życiorys
Urodzony w Salisbury, w Rodezji Południowej (ojciec polski Żyd, matka Afrykanerka z RPA), przeniósł się z niej do Rodezji Północnej, z którą się związał umowami handlowymi. W roku 1938 dołączył do kolonialnej rady legislatywnej. Tam opowiadał się za połączeniem Północnej i Rodezji Południowej, jednak jego plany zostały zniweczone na kilka lat przez rząd brytyjski, który opowiedział się za utworzeniem Federacji Rodezji i Niasy – kraju, w którym biała mniejszość nie mogłaby przejąć władzy. Było to spowodowane polityką apartheidu prowadzoną przez rząd Republiki Południowej Afryki.
Po objęciu w 1957 r. urzędu premiera federacji, Welensky stanął w opozycji do brytyjskich ruchów zmierzających do dopuszczenia do władzy czarnej większości. Nie udało mu się jednak zapobiec im w dwóch spośród trzech części składowych federacji, Północnej Rodezji i Nyasie. W roku 1963 uległy one secesji jako Zambia i Malawi. Welensky powrócił wtedy do Salisbury, stolicy Rodezji Południowej. Tam jako działacz polityczny przeciwstawiał się zmianom politycznym  w kraju, który zmienił nazwę na Rodezja. Z końcem białych rządów w roku 1979 i ogłoszeniem niepodległości Rodezji jako Zimbabwe, pod rządami Roberta Mugabe w roku 1980, Welensky przeniósł się do Anglii, gdzie zmarł w 1991.